# Komitet do spraw Bezpieczeństwa Publicznego
Komitet do spraw Bezpieczeństwa Publicznego przy Radzie Ministrów (KdsBP) – kolegialny naczelny organ administracji państwowej Polskiej Rzeczypospolitej Ludowej, działający w latach 1954–1956, pełniący rolę służby specjalnej (obejmującej wywiad, kontrwywiad i policję polityczną, a w latach 1955–1956 również kontrwywiad wojskowy). Nazwa instytucji i jej formuła była kopią nazwy i formuły KGB ZSRR, czyli Komitetu Bezpieczeństwa Państwowego przy Radzie Ministrów ZSRR. Zgodnie z ustawą lustracyjną KdsBP uznawany jest za organ bezpieczeństwa państwa.

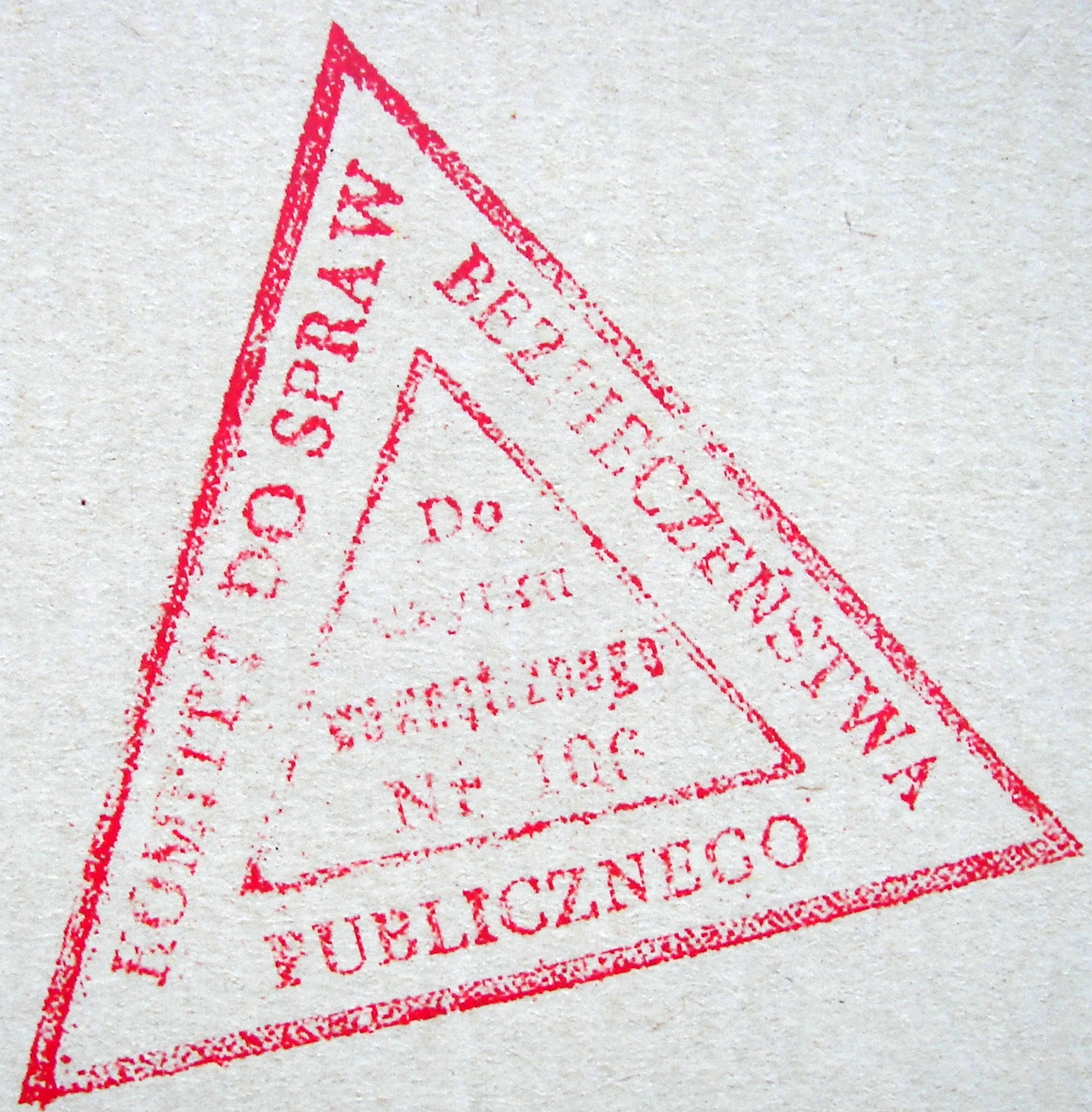
Pieczęć: Komitet do spraw Bezpieczeństwa Publicznego, do użytku wewnętrznego

## Utworzenie Komitetu do spraw Bezpieczeństwa Publicznego
Po ucieczce na Zachód podpułkownika Józefa Światły, byłego wicedyrektora departamentu X Ministerstwa Bezpieczeństwa Publicznego, oraz po ujawnieniu w audycjach Radia Wolna Europa jego wspomnień ze służby w Ministerstwie BP ówczesne władze komunistyczne – chcąc zmienić wizerunek znienawidzonej przez społeczeństwo instytucji i całego systemu represyjnego – rozpoczęły jego reorganizację. 14 grudnia 1954 roku dekretem Rady Państwa rozwiązane zostało MBP. Dotychczasowego ministra bezpieczeństwa publicznego gen. dyw. Stanisława Radkiewicza przeniesiono na stanowisko ministra do spraw Państwowych Gospodarstw Rolnych. W miejsce rozwiązanego MBP utworzono dwa odrębne urzędy centralne chroniące wewnętrzne i zewnętrzne bezpieczeństwo PRL: Ministerstwo Spraw Wewnętrznych i Komitet do spraw Bezpieczeństwa Publicznego.

## Zadania KdsBP
Zakres działania KdsBP określiła uchwała Rady Ministrów nr 830 z 7 grudnia 1954 roku:
1. walka z działalnością obcego wywiadu uprawianego przez państwa kapitalistyczne i związane z nimi wywiady reakcyjnych ugrupowań emigracyjnych
2. walka z wrogą działalnością resztek podziemia reakcyjnego i próbami tworzenia nielegalnych organizacji, ich działalnością polityczną i terrorystyczną
3. walka z wrogą działalnością niemieckich elementów rewizjonistycznych
4. walka z dywersją, sabotażem, szkodnictwem uprawianym przez wroga na odcinku gospodarki narodowej
5. prowadzenie wywiadu przeciw działalności wywiadu państw kapitalistycznych i związanych z nimi ośrodków reakcyjnej emigracji działających przeciw Polskiej Rzeczypospolitej Ludowej, jak również prowadzenia działalności dla zdobycia niezbędnych informacji z dziedziny politycznej, ekonomicznej i naukowo-technicznej.

## Struktura organizacyjna KdsBP
Początkowo struktura organizacyjna KdsBP pozostawała taka sama jak w zlikwidowanym MBP. Nowe nazewnictwo jednostek zostało wprowadzone 1 stycznia 1955 r. zgodnie z zarządzeniem nr 05 przewodniczącego komitetu z 29 grudnia 1954 r., faktycznych zmian dokonano jednak dopiero 1 kwietnia 1955 r. na podstawie poszczególnych rozkazów organizacyjnych przewodniczącego komitetu:
- rozkazem nr 04/org z 10 marca 1955 r. na bazie Gabinetu Ministra BP utworzono Gabinet Przewodniczącego KdsBP,
- rozkazem nr 05/org z 10 marca 1955 r. na bazie Inspektoratu Ministra BP utworzono Inspektorat Przewodniczącego KdsBP,
- rozkazem nr 031/org z 12 marca 1955 r. na bazie Departamentu VII MBP utworzono Departament I KdsBP (ds. wywiadu),
- rozkazem nr 017/org z 11 marca 1955 r. na bazie Departamentu I MBP utworzono Departament II KdsBP (ds. kontrwywiadu),
- rozkazem nr 06/org z 10 marca 1955 r. na bazie Departamentu III MBP oraz Samodzielnego Wydziału do Walki z Bandytyzmem MBP utworzono Departament III KdsBP (ds. walki z podziemiem reakcyjnym),
- rozkazem nr 07/org z 10 marca 1955 r. na bazie Departamentu IV MBP, Inspektoratu Wiejskiego MBP oraz Wydziału III Departamentu II MBP utworzono Departament IV KdsBP (ds. walki z wrogą działalnością w gospodarce narodowej),
- rozkazem nr 08/org z 10 marca 1955 r. na bazie Departamentu VIII MBP utworzono Departament V KdsBP (ds. walki z wrogą działalnością w transporcie),
- rozkazem nr 018/org z 11 marca 1955 r. na bazie Departamentu XI MBP utworzono Departament VI KdsBP (ds. walki z wrogą działalnością reakcyjnego kleru),
- rozkazem nr 09/org z 10 marca 1955 r. na bazie Departamentu Śledczego MBP utworzono Departament VII KdsBP (ds. śledczych),
- rozkazem nr 055/org z 18 marca 1955 r. na bazie Departamentu Ochrony Rządu MBP utworzono Departament VIII KdsBP (ds. ochrony rządu),
- rozkazem nr 054/org z 18 marca 1955 r. na bazie Departamentu II MBP oraz Instytutu Techniki Operacyjnej MBP utworzono Departament IX KdsBP (ds. techniki operacyjnej) oraz Instytut Techniki Operacyjnej KdsBP,
- rozkazem nr 019/org z 11 marca 1955 r. na bazie Wydziału I Departamentu II MBP utworzono Departament X KdsBP (ds. ewidencji operacyjnej i statystyki),
- rozkazem nr 058/org z 18 marca 1955 r. na bazie Departamentu Łączności MBP utworzono Departament Łączności KdsBP oraz inne jednostki (Centralny Warsztat Łączności, Centralną Składnicę Łączności, Składnicę nr 17, Składnicę nr 750),
- rozkazem nr 012/org z 10 marca 1955 r. na bazie Departamentu Kadr MBP, Departamentu Szkolenia MBP oraz Biura ds. Funkcjonariuszy MBP utworzono Departament Kadr i Szkolenia KdsBP,
- rozkazem nr 057/org z 18 marca 1955 r. na bazie Kierownictwa Generalnej Dyrekcji Zaopatrzenia MBP, Departamentu Organizacji i Planowania MBP, Departamentu Zaopatrzenia MBP, Departamentu Kwaterunkowo-Budowlanego MBP, Kwatermistrzostwa Centralnych Jednostek MBP, Biura Socjalnego MBP oraz Wydziału Kadr Jednostek Dyrekcji Zaopatrzenia MBP utworzono Departament Administracyjno-Gospodarczy KdsBP, Kwatermistrzostwo Centralnych Jednostek KdsBP oraz inne jednostki (Centralny Magazyn Mundurowy, Magazyn Uzbrojenia i Warsztatów Rusznikarskich, Centralny Garaż, Centralną Składnicę Samochodową),
- rozkazem nr 01/org z 12 stycznia 1955 r. na bazie Departamentu Finansowego MBP utworzono Departament Finansowy KdsBP,
- rozkazem nr 010/org z 10 marca 1955 r. na bazie Biura „C” MBP utworzono Biuro „A” KdsBP (ds. szyfrów),
- rozkazem nr 011/org z 10 marca 1955 r. na bazie Wydziału „A” MBP utworzono Wydział „B” KdsBP, rozkazem nr 0167/org z 15 grudnia 1955 r. na bazie Wydziału „B” KdsBP utworzono Biuro „B” KdsBP (ds. obserwacji),
- rozkazem nr 067/org z 21 kwietnia 1955 r. utworzono Biuro „W” przy Departamencie IX KdsBP, rozkazem nr 0159/org z 7 grudnia 1955 r. na bazie Biura „W” przy Departamencie IX KdsBP utworzono Biuro „W” KdsBP (ds. perlustracji korespondencji),
- rozkazem nr 070/org z 28 kwietnia 1955 r. na bazie Biura Wojskowego MBP utworzono Samodzielny Wydział „C” KdsBP (ds. wojskowych),
- rozkazem nr 013/org z 10 marca 1955 r. na bazie Centralnego Archiwum MBP utworzono Archiwum KdsBP,
- rozkazem nr 079/org z 14 maja 1955 r. na bazie Komendantury MBP utworzono Komendanturę KdsBP.

## Działalność
Komitet do spraw Bezpieczeństwa Publicznego rozpoczął swoją działalność po wydaniu następującego rozkazu:

Na podstawie Dekretu z dnia 7 grudnia 1954 roku, o naczelnych organach organizacji państwowej w zakresie spraw wewnętrznych i bezpieczeństwa publicznego, utworzone zostało Ministerstwo Spraw Wewnętrznych i Komitet do spraw Bezpieczeństwa Publicznego jako organ kolegialny przy Radzie Ministrów.

Decyzją Partii i Rządu o podziale dotychczasowego Ministerstwa Bezpieczeństwa Publicznego, powołania Ministerstwa Spraw Wewnętrznych i Komitetu do spraw Bezpieczeństwa Publicznego idzie w kierunku nowego ich ustawienia w systemie Władzy Ludowej i aparatu państwowego odpowiadającemu nowemu okresowi. Zmierza to do radykalnego usunięcia braków i wypaczeń w pracy, które nastąpiły w minionym okresie.

Aparat bezpieczeństwa w swej dotychczasowej działalności ma poważne zasługi w walce z wrogami Polski Ludowej. Rozbite zostało zbrojne podziemie, unieszkodliwiono dywersję reakcji mikołajczykowskiej, w walce z agenturami imperjalistycznymi, ze szpiegostwem, dywersją i terrorem organa bezpieczeństwa maja niewątpliwe osiągnięcia.

Wróg klasowy tracąc poparcie w społeczeństwie zmuszony jest do głębszego konspirowania swej działalności i będzie uciekał do coraz podstępniejszych form działania i maskowania się.

Natężenie szpiegowsko-dywersyjnych działalności obcych agentur szczególnie wobec prób odrodzenia militaryzmu niemieckiego, działalności reakcyjnej emigracji całkowicie zaprzedanej wrogim Polsce ośrodkom imperjalistycznym oraz aktualne wysiłki wrogiej działalności resztek wyzyskiwaczy i reakcyjnych elementów w kraju – stawia przed organami bezpieczeństwa pilne zadania wzmożenia czujności, doskonalenia metod pracy oraz w całej działalności i postępowaniu stania na straży praworządności ludowej.

Wymaga to od całego aparatu bezgranicznego oddania dla Partii, głębokiej partyjności w codziennej pracy zawodowej, wysokiej postawy moralno-politycznej oraz stałego zacieśnienia więzi z masami pracującymi.

Obejmując z dniem dzisiejszym kierownictwo organami bezpieczeństwa publicznego, Komitet wyraża głębokie przekonanie, że cały skład osobowy aparatu bezpieczeństwa publicznego przepojony ideowym hartem i poświęceniem dla dobra naszego ludu budującego socjalizm, dla Polski Ludowej będzie ściśle przestrzegał dyscypliny wewnętrznej, usprawni i wzmocni walkę z wrogiem przy zastosowaniu metod i środków przewidzianych prawem Polskiej Rzeczypospolitej Ludowej.

KdsBP przejął po MBP sieć tajnych współpracowników, która w 1955 liczyła 72 956 osób, w tym 864 agentów, 67 648 informatorów i 4444 rezydentów.

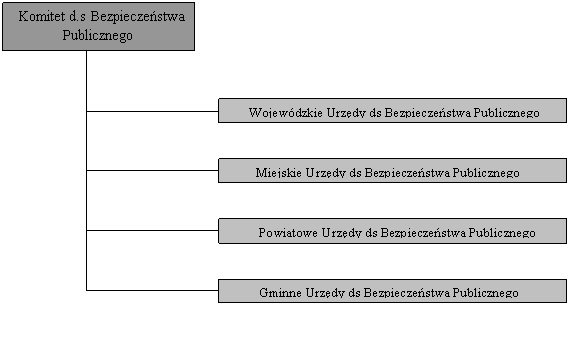
Organizacja terenowa Komitetu ds. BP. Nie we wszystkich województwach istniały GUdsBP, lecz Delegatury lub placówki b.p.

## Komitet ds. BP w terenie
Oprócz potężnie rozbudowanej centrali w Warszawie KdsBP przejął po MBP rozbudowaną sieć jednostek terenowych rozsianych po całym kraju – wojewódzkich, miejskich (w miastach wydzielonych z województw), powiatowych i gminnych (po trzy etaty przy posterunku MO) Urzędów Bezpieczeństwa Publicznego, referatów ochrony („RO”) i referatów wojskowych („RW”). Po utworzeniu KdsBP stały się one jego delegaturami. Podstawową jednostką organizacyjną w MBP, a następnie w Komitecie ds. BP były departamenty, w których skład wchodziły wydziały, podzielone z kolei na sekcje. W delegaturach wojewódzkich odpowiednikami departamentów były wydziały składające się z kilku sekcji, delegatury powiatowe dzieliły się na referaty (sekcje).
Po podziale MBP na MSW i KdsBP siły Komitetu zostały znacznie uszczuplone, ale pozwoliły na dobrze zorganizowaną i prężną działalność policji politycznej.

## Włączenie organów Informacji Wojskowej do KdsBP
Wszelkie reorganizacje aparatu bezpieczeństwa PRL i innych krajów satelickich ZSRR były wzorowane na ZSRR. Przykład sowiecki zaważył również na decyzji o włączeniu organów kontrwywiadu wojskowego – Głównego Zarządu Informacji Wojska Polskiego – pod nadzór administracji zarządzającej tzw. organami cywilnymi. Naśladowano ZSRR, gdzie rok wcześniej z Ministerstwa Spraw Wewnętrznych wyodrębniono piony wywiadu, kontrwywiadu i policji politycznej, które połączono w Komitet Bezpieczeństwa Państwowego, który wchłonął także kontrwywiad wojskowy jako III Zarząd Główny KGB.
Włączenie GZI WP w skład KdsBP nastąpiło na podstawie uchwały Radę Ministrów nr 683 z 3 września 1955 roku i zarządzenia 094/55 z 14 września 1955 wydanego przez przewodniczącego KdsBP Władysława Dworakowskiego, Ministra Spraw Wewnętrznych Władysława Wichę i Ministra Obrony Narodowej Konstantego Rokossowskiego. Za Przewodniczącego KdsBP zarządzenie podpisał Wiceprzewodniczący KdsBP Antoni Alster, za Ministra ON – Wiceminister ON gen. armii Stanisław Popławski.

Celem dalszego usprawnienia walki z wrogami ustroju ludowo-demokratycznego PRL i ochrony Ludowego Wojska Polskiego, poprzez ujednolicenie kierownictwa i lepszą koordynację wysiłków organów bezpieczeństwa publicznego i wojskowych organów bezpieczeństwa, Prezydium Rządu uchwala, co następuje:

pt1. Wojskowe Organy bezpieczeństwa (organy informacji Ministerstwa Obrony Narodowej i Wojsk Wewnętrznych) oraz ich zakres działania włącza się do Komitetu do spraw Bezpieczeństwa Publicznego.

## Kierownictwo KdsBP

### Członkowie komitetu
| Stanowisko                             | Członek KdsBP         | Okres pełnienia obowiązków                |
| przewodniczący KdsBP                   | Władysław Dworakowski | 10 grudnia 1954 r. – 29 marca 1956 r.     |
| przewodniczący KdsBP                   | Edmund Pszczółkowski  | 30 marca 1956 r. – 13 listopada 1956 r.   |
| I zastępca przewodniczącego KdsBP      | Antoni Alster         | 10 grudnia 1954 r. – 11 grudnia 1956 r.   |
| zastępca przewodniczącego KdsBP        | Witold Sienkiewicz    | 10 grudnia 1954 r. – 27 listopada 1956 r. |
| zastępca przewodniczącego KdsBP        | Jan Ptasiński         | 10 grudnia 1954 r. – 11 grudnia 1956 r.   |
| sekretarz KdsBP                        | Zbigniew Paszkowski   | 1 kwietnia 1955 r. – 27 listopada 1956 r. |
| szef Głównego Zarządu Informacji KdsBP | Karol Bąkowski        | 13 września 1955 r. – 8 grudnia 1956 r.   |

### Dyrektorzy jednostek organizacyjnych komitetu
| Jednostka organizacyjna                                                       | Dyrektor jednostki     | Okres pełnienia obowiązków                     |
| Gabinet Przewodniczącego KdsBP                                                | Michał Drzewiecki      | 1 stycznia 1955 r. – 30 czerwca 1956 r.        |
| Gabinet Przewodniczącego KdsBP                                                | Jerzy Nowakowski       | 15 lipca 1956 r. – 27 listopada 1956 r.        |
| Inspektorat Przewodniczącego KdsBP                                            | Edward Tracz           | 15 marca 1955 r. – 16 listopada 1956 r.        |
| Departament I KdsBP (ds. wywiadu)                                             | Józef Czaplicki        | p.o. 1 stycznia 1955 r. – 1 lutego 1956 r.     |
| Departament I KdsBP (ds. wywiadu)                                             | Józef Czaplicki        | 1 lutego 1956 r. – 27 listopada 1956 r.        |
| Departament II KdsBP (ds. kontrwywiadu)                                       | Edward Leśniewski      | p.o. 1 stycznia 1955 r. – 14 marca 1955 r.     |
| Departament II KdsBP (ds. kontrwywiadu)                                       | Edward Leśniewski      | 15 marca 1955 r. – 27 listopada 1956 r.        |
| Departament III KdsBP (ds. walki z podziemiem reakcyjnym)                     | Julia Brystiger        | 1 stycznia 1955 r. – 16 listopada 1956 r.      |
| Departament IV KdsBP (ds. walki z wrogą działalnością w gospodarce narodowej) | Jan Górecki            | 1 stycznia 1955 r. – 27 listopada 1956 r.      |
| Departament V KdsBP (ds. walki z wrogą działalnością w transporcie)           | Jan Zabawski           | 1 stycznia 1955 r. – 31 maja 1955 r.           |
| Departament V KdsBP (ds. walki z wrogą działalnością w transporcie)           | Józef Jurkowski        | 1 czerwca 1955 r. – 31 maja 1956 r.            |
| Departament V KdsBP (ds. walki z wrogą działalnością w transporcie)           | Daniel Kubajewski      | p.o. 1 czerwca 1956 r. – 14 września 1956 r.   |
| Departament V KdsBP (ds. walki z wrogą działalnością w transporcie)           | Daniel Kubajewski      | 15 września 1956 r. – 16 listopada 1956 r.     |
| Departament VI KdsBP (ds. walki z wrogą działalnością reakcyjnego kleru)      | Karol Więckowski       | 1 stycznia 1955 r. – 31 maja 1955 r.           |
| Departament VI KdsBP (ds. walki z wrogą działalnością reakcyjnego kleru)      | Józef Dziemidok        | 1 czerwca 1955 r. – 27 listopada 1956 r.       |
| Departament VII KdsBP (ds. śledczych)                                         | Józef Kratko           | p.o. 1 stycznia 1955 r. – 31 maja 1956 r.      |
| Departament VII KdsBP (ds. śledczych)                                         | Ryszard Matejewski     | p.o. 1 czerwca 1956 r. – 27 listopada 1956 r.  |
| Departament VIII KdsBP (ds. ochrony rządu)                                    | Faustyn Grzybowski     | 1 stycznia 1955 r. – 7 września 1956 r.        |
| Departament IX KdsBP (ds. techniki operacyjnej)                               | Michał Taboryski       | p.o. 1 marca 1955 r. – 31 maja 1955 r.         |
| Departament IX KdsBP (ds. techniki operacyjnej)                               | Karol Więckowski       | 1 czerwca 1955 r. – 27 listopada 1956 r.       |
| Departament X KdsBP (ds. ewidencji operacyjnej i statystyki)                  | Jan Zabawski           | 1 czerwca 1955 r. – 27 listopada 1956 r.       |
| Departament Łączności KdsBP                                                   | Feliks Suczek          | 1 stycznia 1955 r. – 31 lipca 1956 r.          |
| Departament Łączności KdsBP                                                   | Aleksander Bogusławski | p.o. 1 sierpnia 1956 r. – 27 listopada 1956 r. |
| Departament Kadr i Szkolenia KdsBP                                            | Mikołaj Orechwa        | 1 stycznia 1955 r. – 21 września 1955 r.       |
| Departament Kadr i Szkolenia KdsBP                                            | Edward Matusiak        | 22 września 1955 r. – 27 listopada 1956 r.     |
| Departament Administracyjno-Gospodarczy KdsBP                                 | Jan Lech               | p.o. 17 grudnia 1954 r. – 31 maja 1955 r.      |
| Departament Administracyjno-Gospodarczy KdsBP                                 | Jan Lech               | 1 czerwca 1955 r. – 27 listopada 1956 r.       |
| Departament Finansowy KdsBP                                                   | Jan Kisielow           | 20 grudnia 1954 r. – 16 października 1956 r.   |
| Biuro „A” KdsBP (ds. szyfrów)                                                 | Antoni Boński          | 1 stycznia 1955 r. – 27 listopada 1956 r.      |
| Wydział „B” KdsBP / Biuro „B” KdsBP (ds. obserwacji)                          | Józef Wojciechowski    | p.o. 1 stycznia 1955 r. – 31 marca 1956 r.     |
| Wydział „B” KdsBP / Biuro „B” KdsBP (ds. obserwacji)                          | Michał Drzewiecki      | 1 lipca 1956 r. – 27 listopada 1956 r.         |
| Biuro „W” KdsBP (ds. perlustracji korespondencji)                             | Henryk Palka           | 1 września 1956 r. – 27 listopada 1956 r.      |
| Samodzielny Wydział „C” KdsBP (ds. wojskowych)                                | Aleksander Jałkowski   | 1 sierpnia 1955 r. – 27 listopada 1956 r.      |
| Instytut Techniki Operacyjnej KdsBP                                           | Walenty Czysler        | 1 stycznia 1955 r. – 10 sierpnia 1955 r.       |
| Archiwum KdsBP                                                                | Zygmunt Okręt          | 1 stycznia 1955 r. – 27 listopada 1956 r.      |
| Kwatermistrzostwo Centralnych Jednostek KdsBP                                 | Henryk Sawicki         | 1 kwietnia 1955 r. – 27 listopada 1956 r.      |
| Komendantura KdsBP                                                            | Wincenty Małecki       | 1 lutego 1955 r. – 27 listopada 1956 r.        |

## Źródła i publikacje
- Henryk Piecuch: Akcje specjalne. Od Bieruta do Ochaba. Wyd. Agencja Wydawnicza CB, Warszawa 1996, s. 532. ISBN 83-86245-10-7.
- Henryk Piecuch: W. Jaruzelski ból władzy – tajna historia Polski. Agencja Wydawnicza CB, Warszawa 2001, s. 226–227.
- Leszek Pawlikowicz: Tajny front zimnej wojny. Uciekinierzy z polskich służb specjalnych 1956-1964. Oficyna Wydawnicza „Rytm”, Warszawa 2004, ISBN 83-7399-074-7.